# Larbey
Larbey ist eine französische Gemeinde mit 240 Einwohnern (Stand 1. Januar 2022) im Département Landes in der Region Nouvelle-Aquitaine (vor 2016: Aquitanien). Sie gehört zum Arrondissement Dax und zum Kanton Coteau de Chalosse.
Die Einwohner werden Larbeyens und Larbeyennes genannt.

## Geographie
Larbey liegt ca. 25 Kilometer östlich von Dax in der Landschaft Chalosse der historischen Provinz Gascogne.
Umgeben wird Larbey von den Nachbargemeinden:
|          | Saint-Aubin                                 |        |
| Caupenne | Kompassrose, die auf Nachbargemeinden zeigt |        |
|          |                                             | Maylis |

Larbey liegt im Einzugsgebiet des Flusses Adour.
Einer seiner Nebenflüsse, der Louts, markiert größtenteils die westliche Grenze zur Nachbargemeinde Caupenne. Seine Nebenflüsse Ruisseau de la Gouaougue und Ruisseau de Laourole durchqueren das Gebiet der Gemeinde.
Die Gemeinde bestätigte 2017 die Auszeichnung „Zwei Blumen“, die vom Conseil national des villes et villages fleuris (CNVVF) im Rahmen des jährlichen Wettbewerbs der blumengeschmückten Städte und Ortschaften verliehen wird.

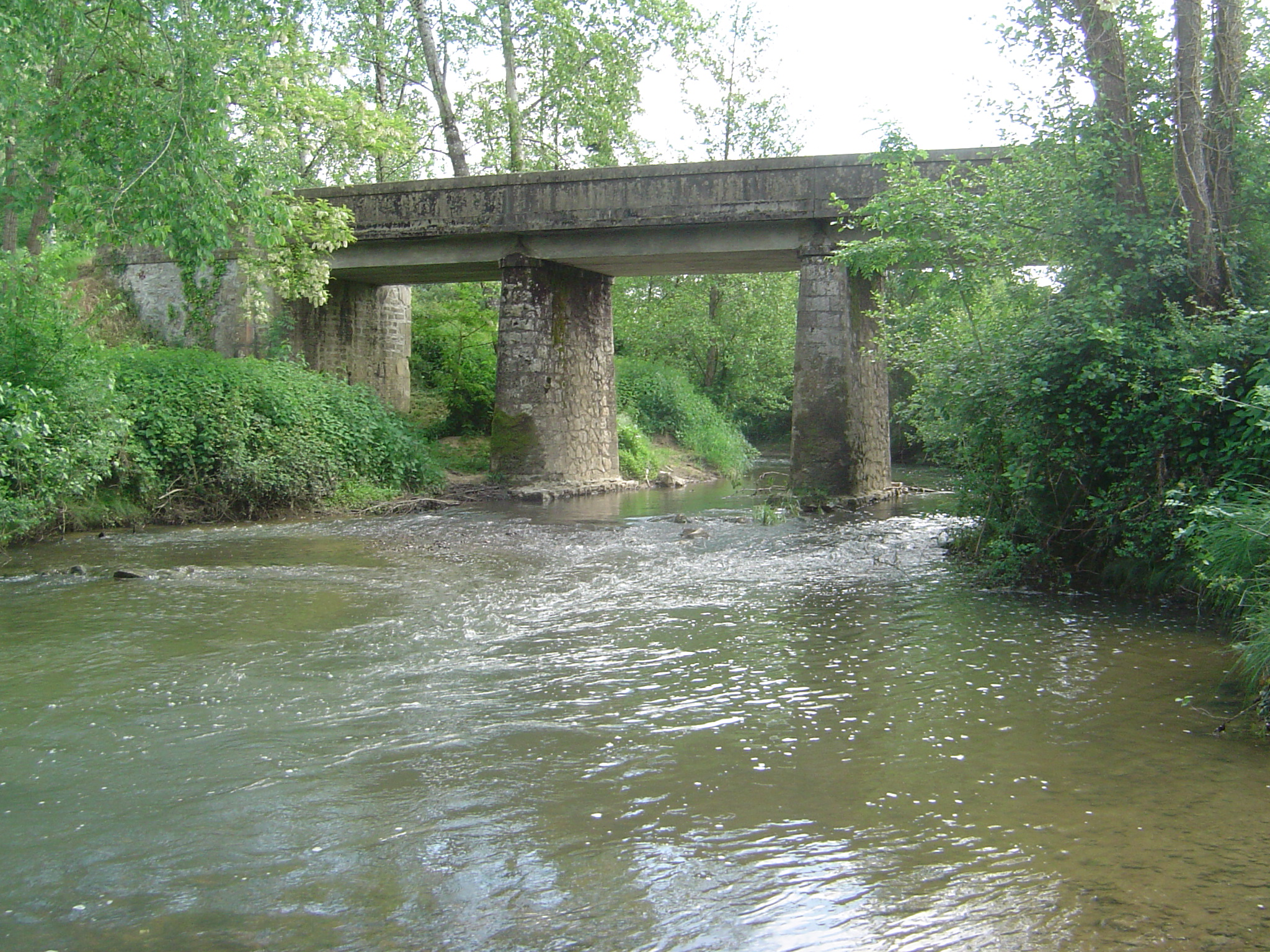
Brücke über den Louts

## Geschichte
Vor der Eroberung Galliens durch Gaius Iulius Caesar befand sich ein Dun im heutigen Viertel Cam de Lous auf einer Anhöhe über dem Louts, wie unterirdische Räume belegen. Die Römer richteten ein römisches Militärlager ein, das eine Länge von 55 m und eine Breite von 22 m aufwies. Im 10. Jahrhundert entstanden die Pfarrgemeinden in der Chalosse, darunter die von Larbey und Maylis, die erst 1845 auf Anordnung des französischen Königs Louis-Philippe I. aufgeteilt wurde. Im Mittelalter lag Larbey an einem der Pilgerwege nach Santiago de Compostela. Aus diesem Grund gab es im Dorf ein Hospital zur Aufnahme und Pflege der Pilger, das dem Santiagoorden unterstand.

### Einwohnerentwicklung
Nach Beginn der Aufzeichnungen stieg die Einwohnerzahl bis zur ersten Hälfte des 19. Jahrhunderts auf einen Höchststand von rund 550. In der Folgezeit sank die Größe der Gemeinde bei kurzen Erholungsphasen bis zu den 1980er Jahren auf ein Niveau von rund 240 Einwohnern, das bis heute gehalten wird.
| Jahr      | 1962 | 1968 | 1975 | 1982 | 1990 | 1999 | 2006 | 2010 | 2022 |
| --------- | ---- | ---- | ---- | ---- | ---- | ---- | ---- | ---- | ---- |
| Einwohner | 290  | 274  | 259  | 228  | 242  | 236  | 235  | 249  | 240  |

## Sehenswürdigkeiten

### PfarrkircheSaint-Jean-Baptiste

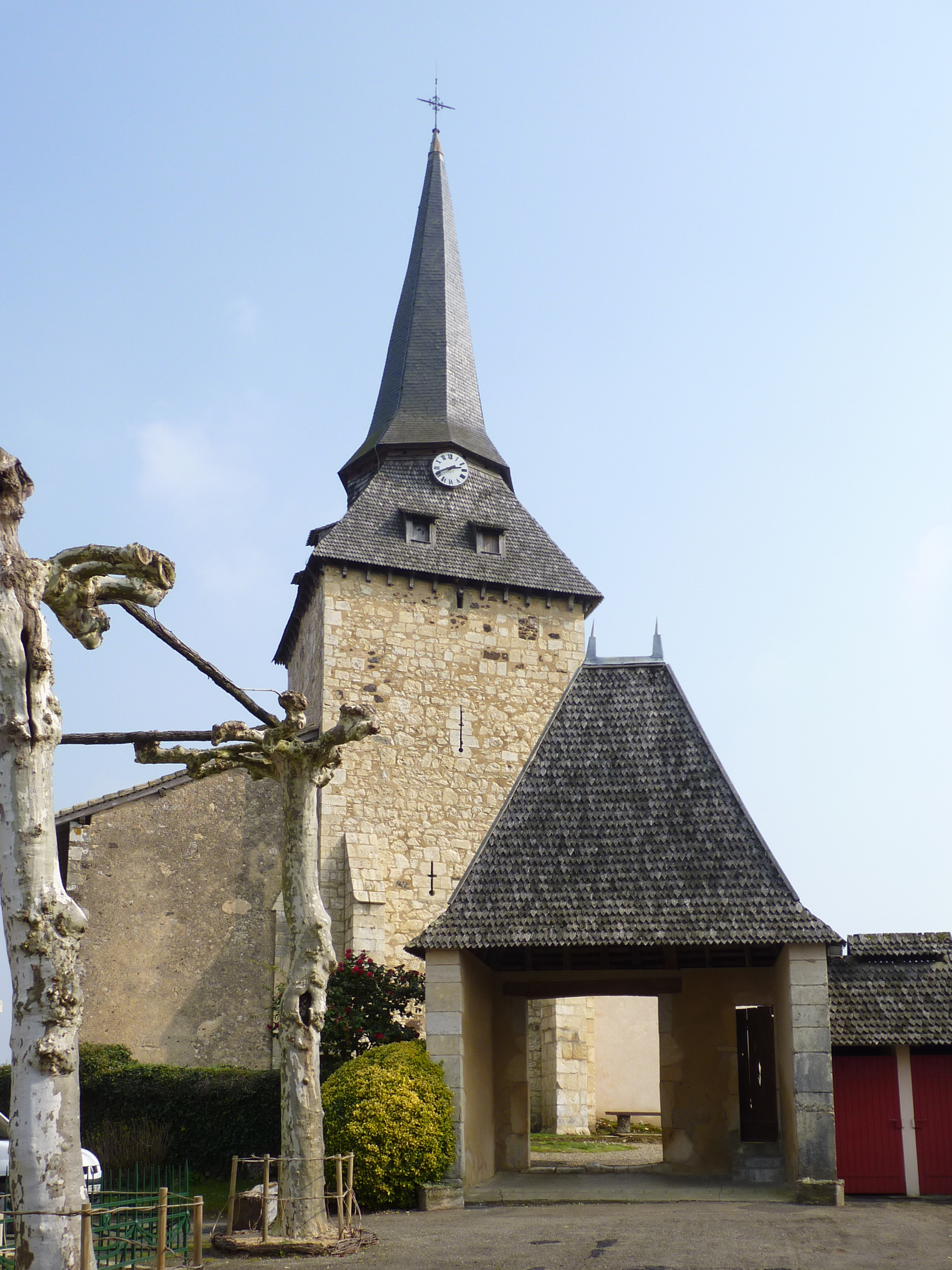
Pfarrkirche Saint-Jean-Baptiste

Die Johannes dem Täufer geweihte Pfarrkirche wurde im Jahre 1273 erstmals erwähnt. Sie ist seit dem 28. September 1970 als Monument historique eingeschrieben. Das zunächst einschiffige Langhaus wird durch einen halbrunden Chor verlängert. In der Folge wurde der Glockenturm vor dem Eingangsportal errichtet. Zu Beginn des 16. Jahrhunderts wurde das Langhaus durch ein nördliches Seitenschiff erweitert. Die beiden Kirchenschiffe erhielten im gleichen Zug ein Kreuzrippengewölbe. Während der Hugenottenkriege wurde die Kirche im Jahre 1569 in Brand gesteckt, bei dem als Folge der Glockenturm vollständig zerstört wurde. Zu Beginn des 17. Jahrhunderts wurde das Langhaus mit einer reichen Wandmalerei verschönert, die zu Beginn des 21. Jahrhunderts restauriert wurde. Um 1720 wurde vor dem Seitenschiff eine Sakristei angebaut mit einem Raum für das Taufbecken in ihrer Verlängerung. Gleichzeitig wurde der Glockenturm neu gebaut und die offene, mit Eichenholz gedeckte Vorhalle errichtet. Der heutige Turm mit einer Höhe von 27 m ist mit einem polygonalen Helm ausgestattet, der mit Schiefer gedeckt ist. Er ersetzt einen früheren, im Jahre 1854 durch einen Orkan stark beschädigten Helm. An der westlichen Turmfassade sind Schießscharten für Armbrustschützen oberhalb eines Okulus zu erkennen. Der Vorraum unterhalb des Turms ist mit einem Kreuzrippengewölbe ausgestattet. Ein romanisches Eingangsportal mit drei Archivolten, die mit kleinen, bildhauerisch gestalteten Kapitellen verschönert sind, gewährt Einlass in den Innenraum. Auf beiden Seiten lösen sich kleine Köpfe aus der Wand. Die Kreuzrippen und die feinen Säulen, die sie tragen, sind vielfarbig und kontrastieren mit dem Deckenbemalungen des Langhauses. Der Boden ist mit Steinen aus Bidache bedeckt. Strebepfeiler umsäumen das gesamte Gebäude.

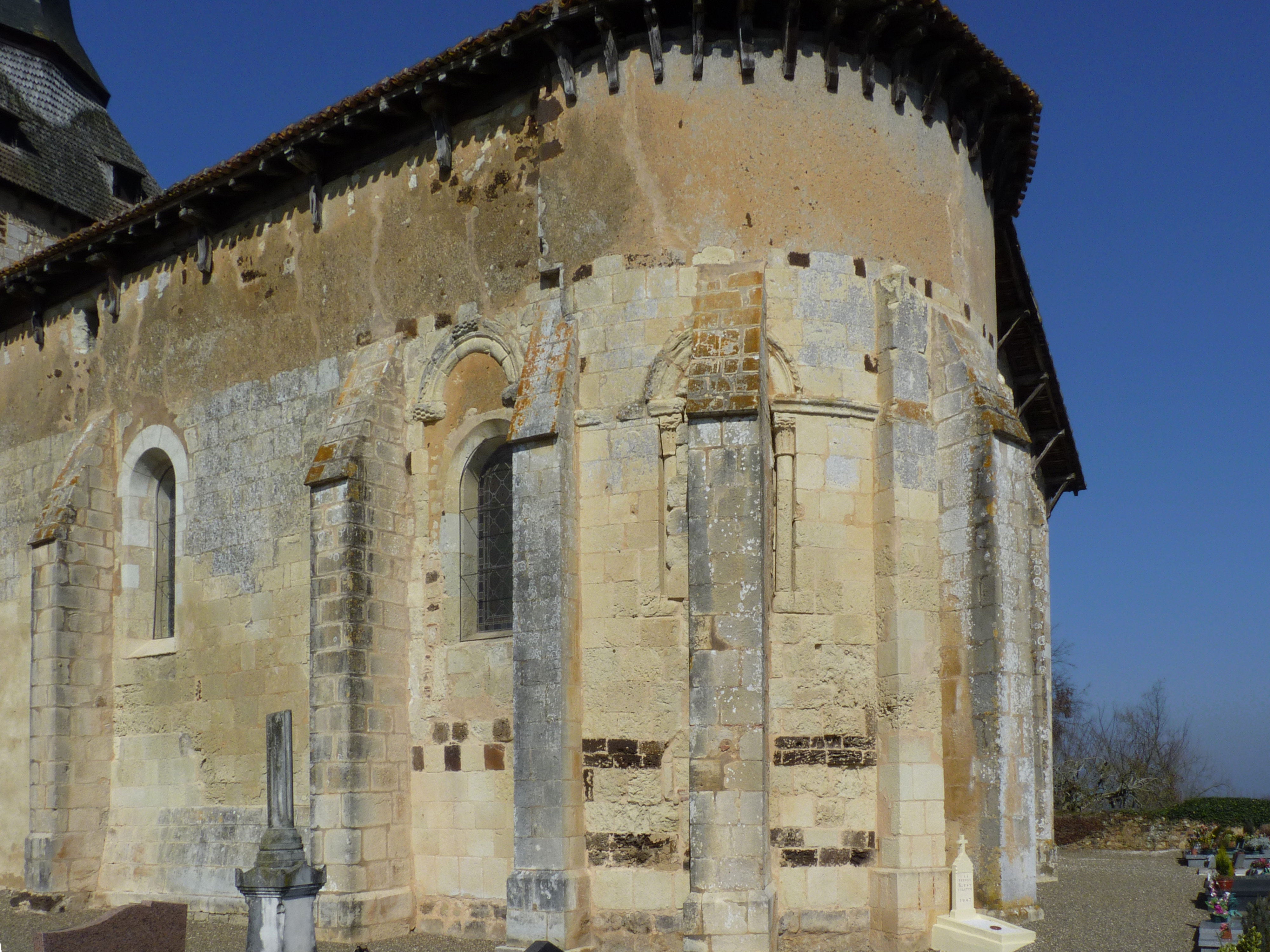
Apsis
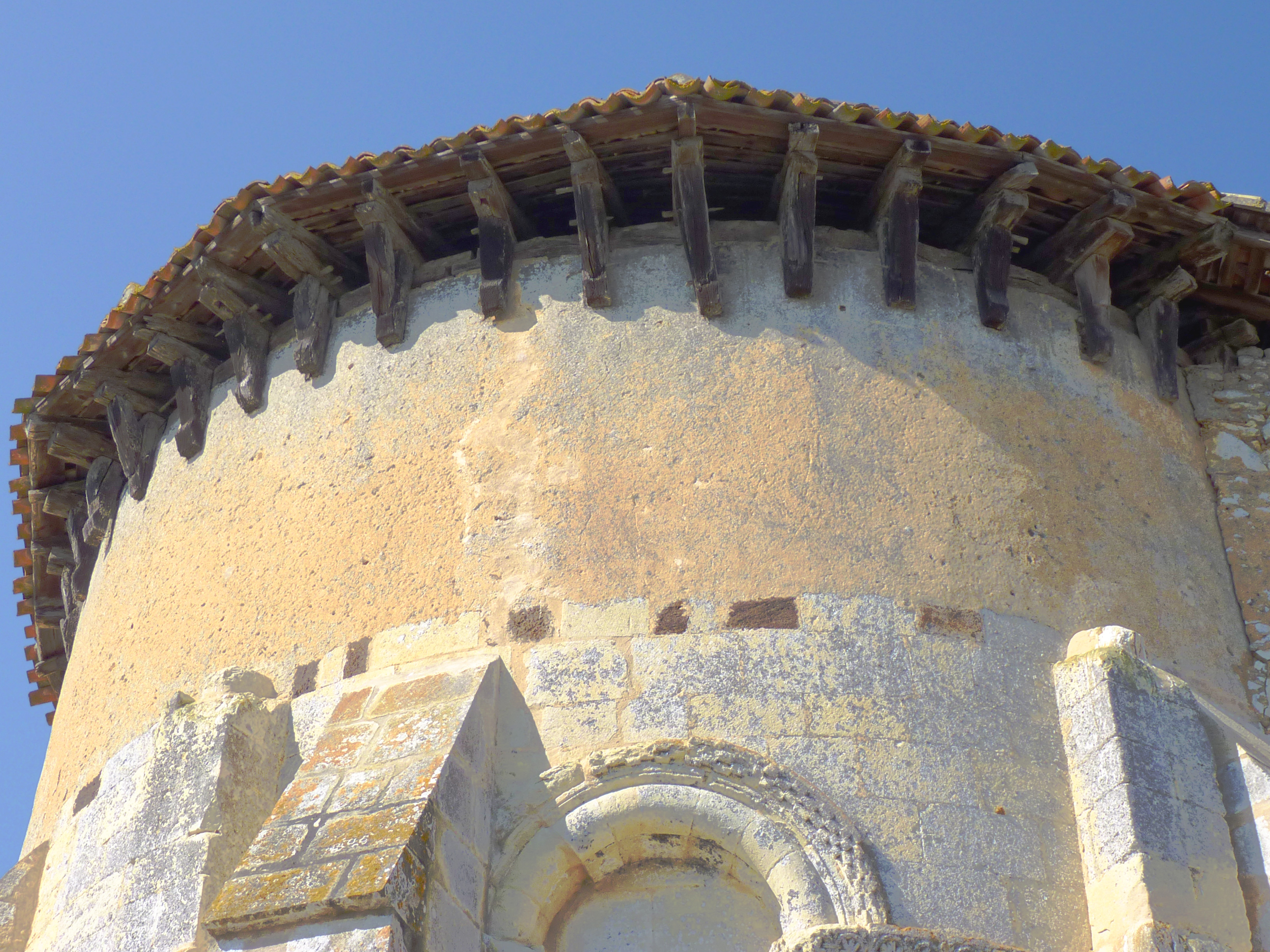
Dachgesims mit hölzernen Konsolen
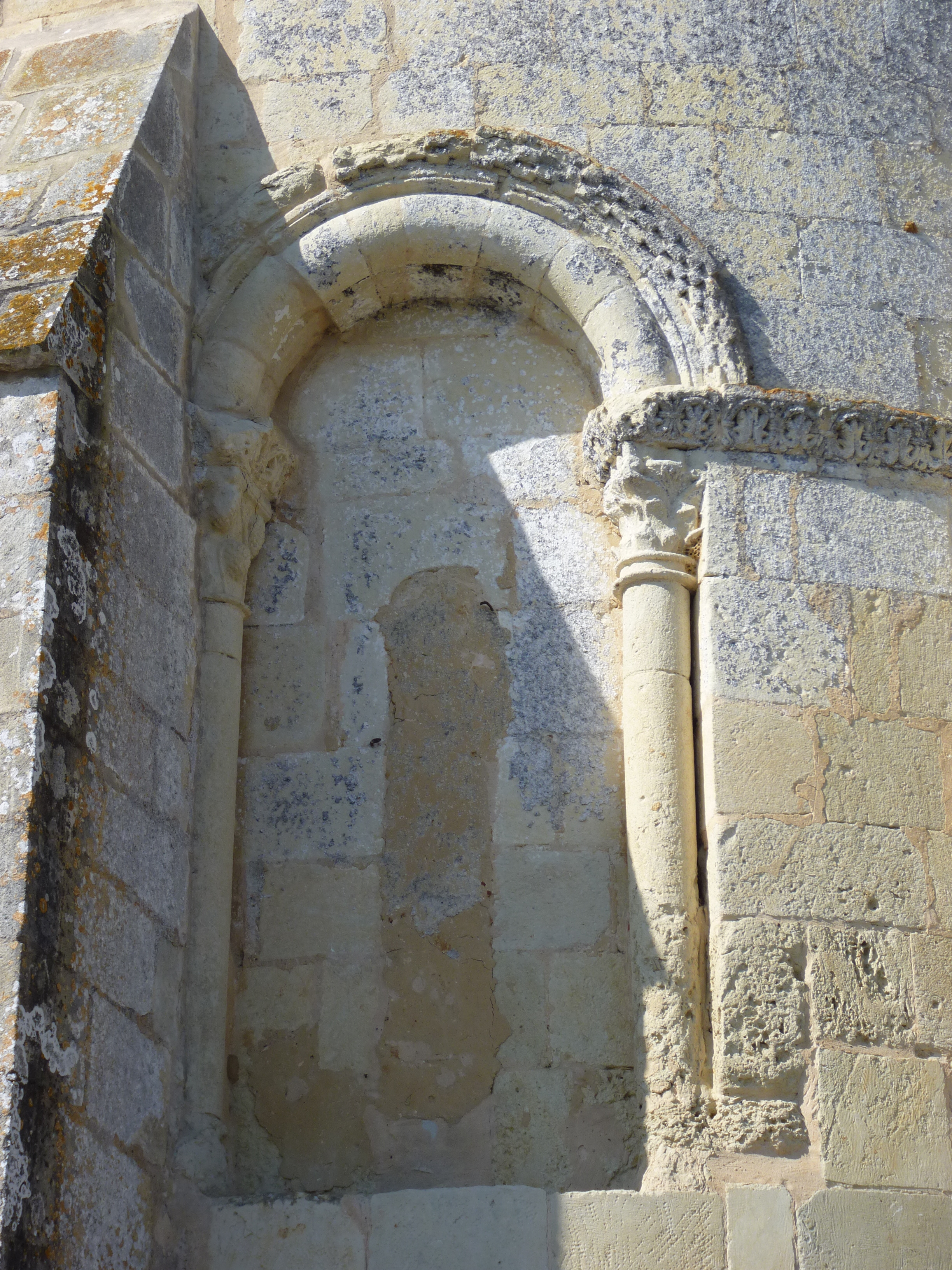
Detail der Apsis – zugemauertes Fenster
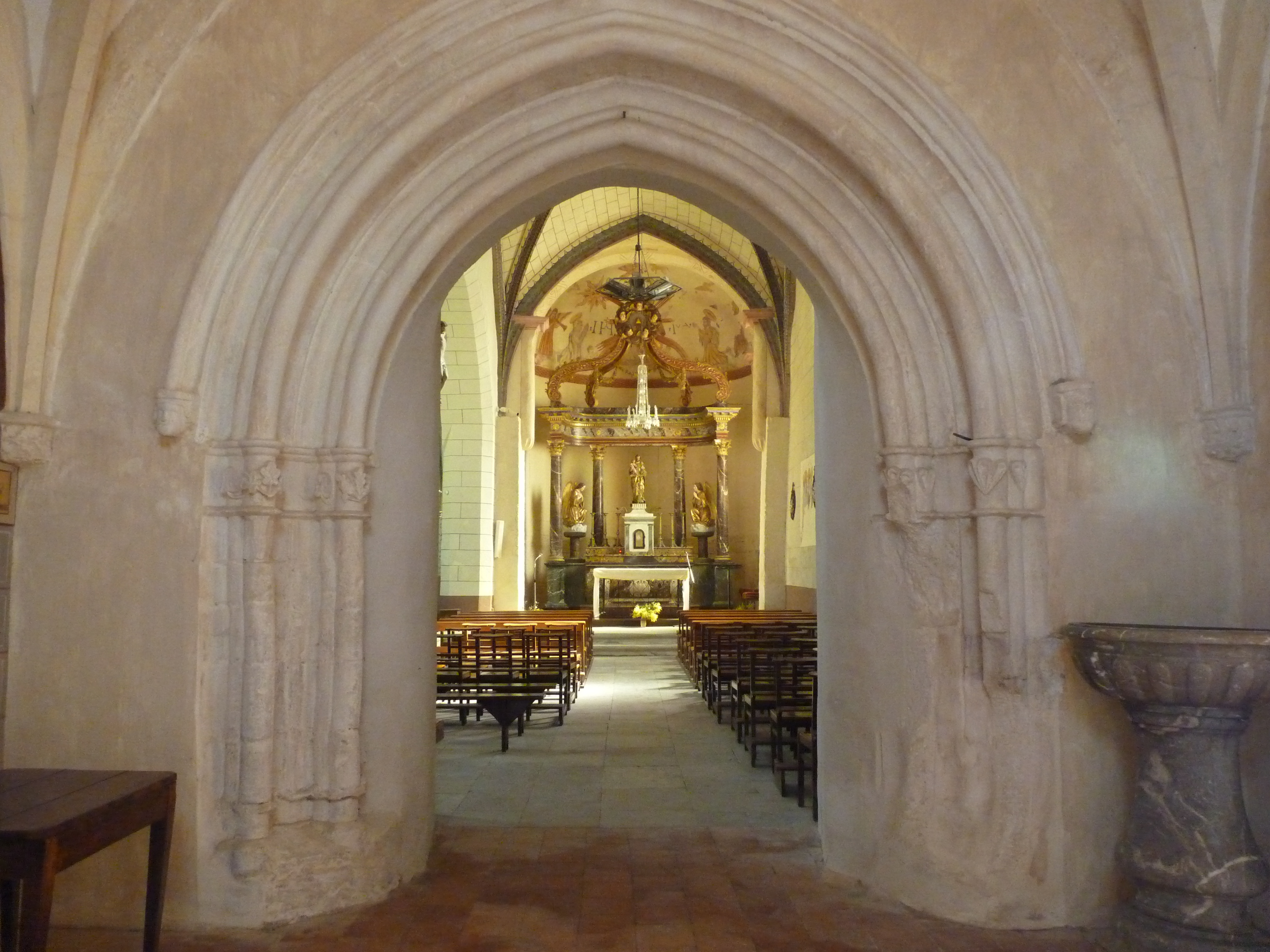
Eingangsportal im Vorraum
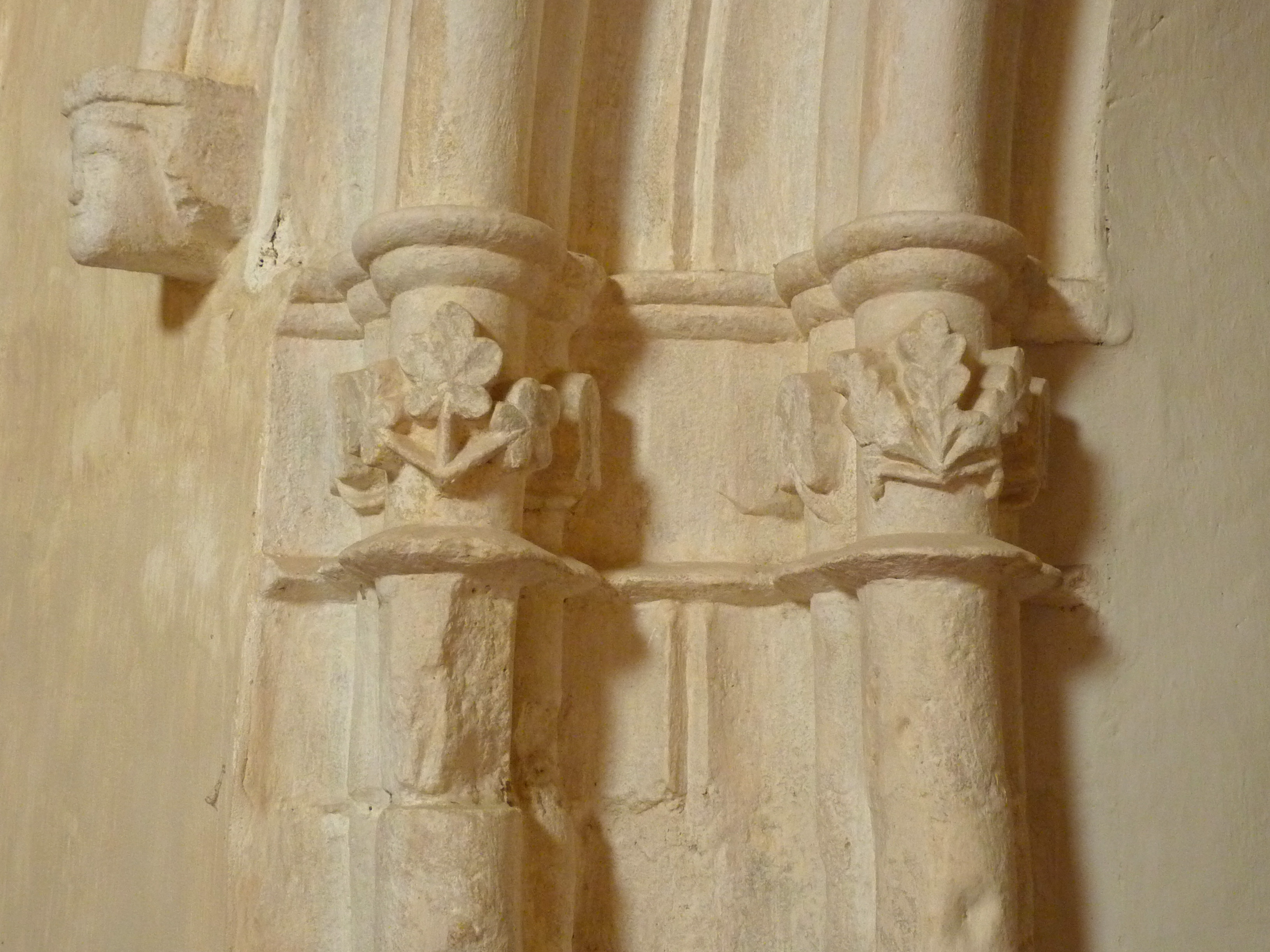
Detail des Eingangsportals
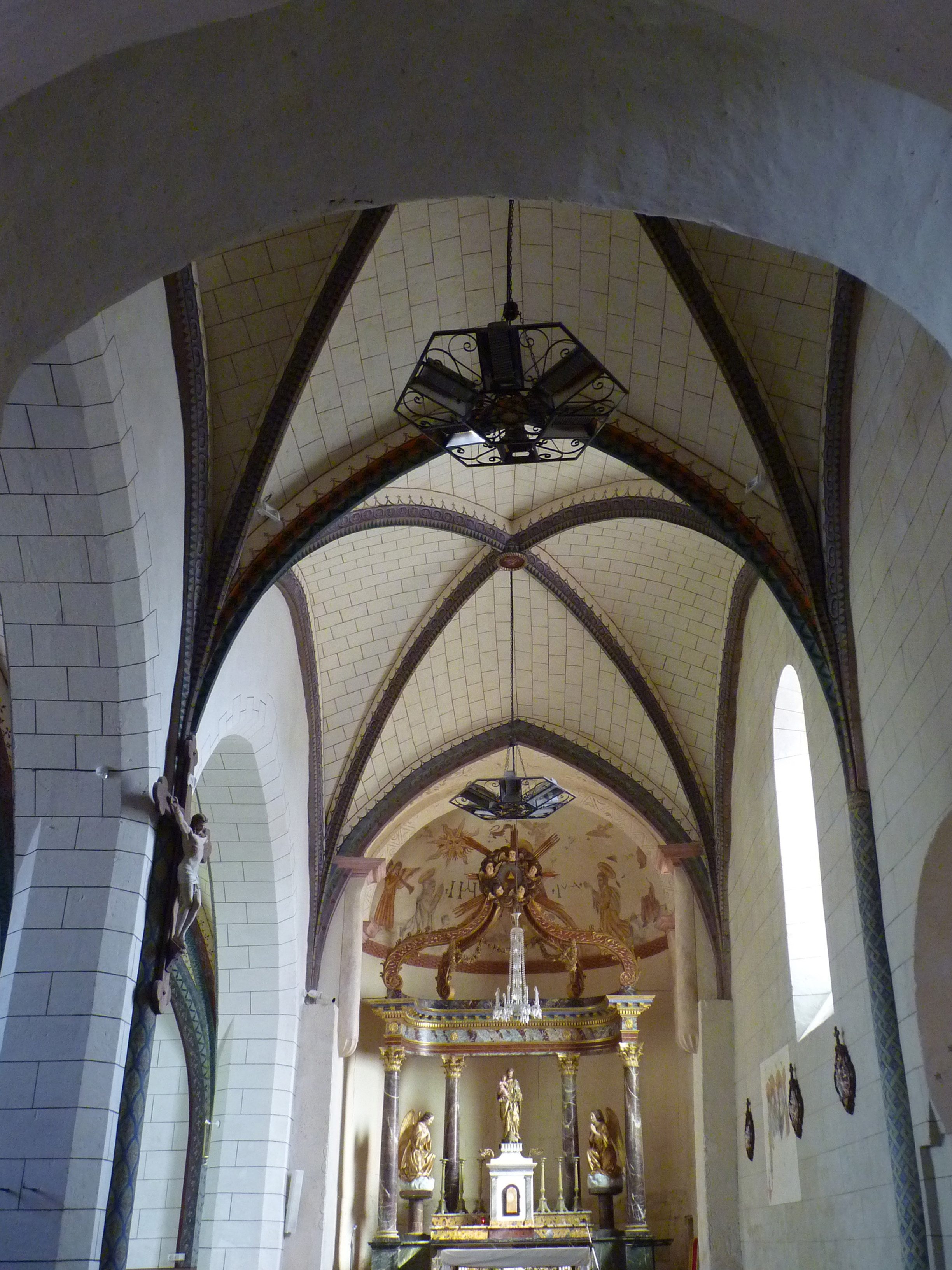
Gewölbe des Hauptschiffs
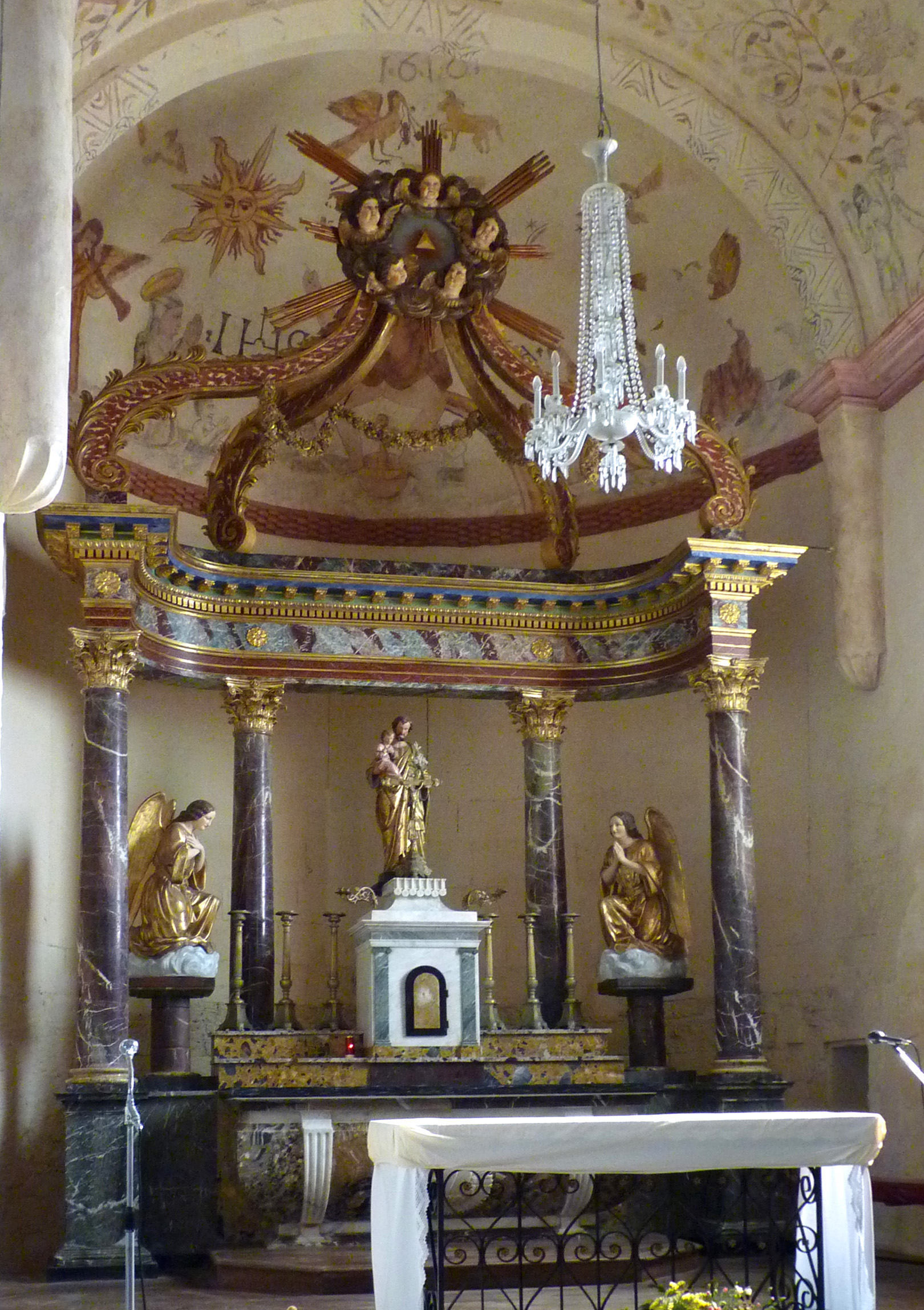
Hauptaltar
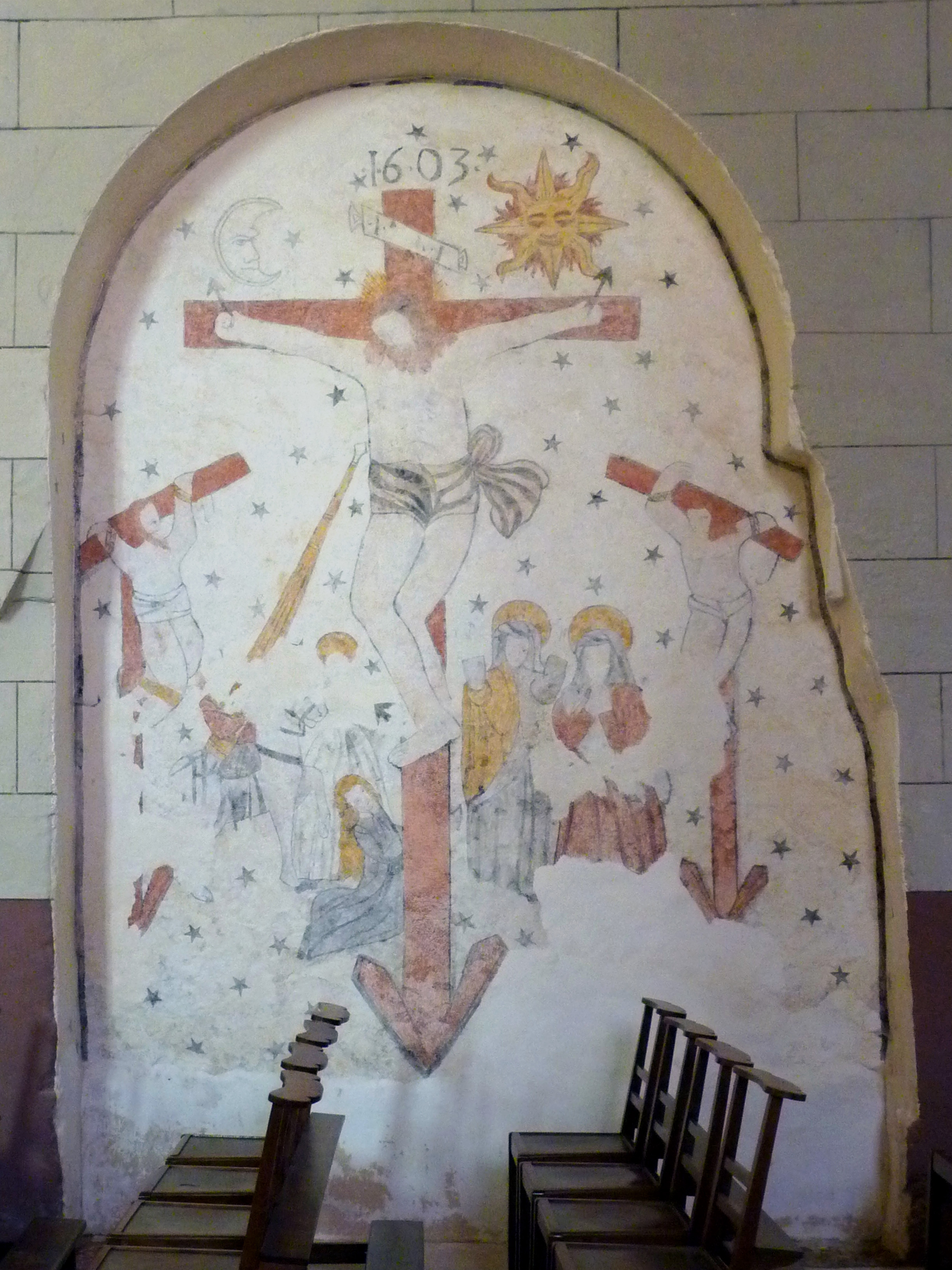
Wandmalerei
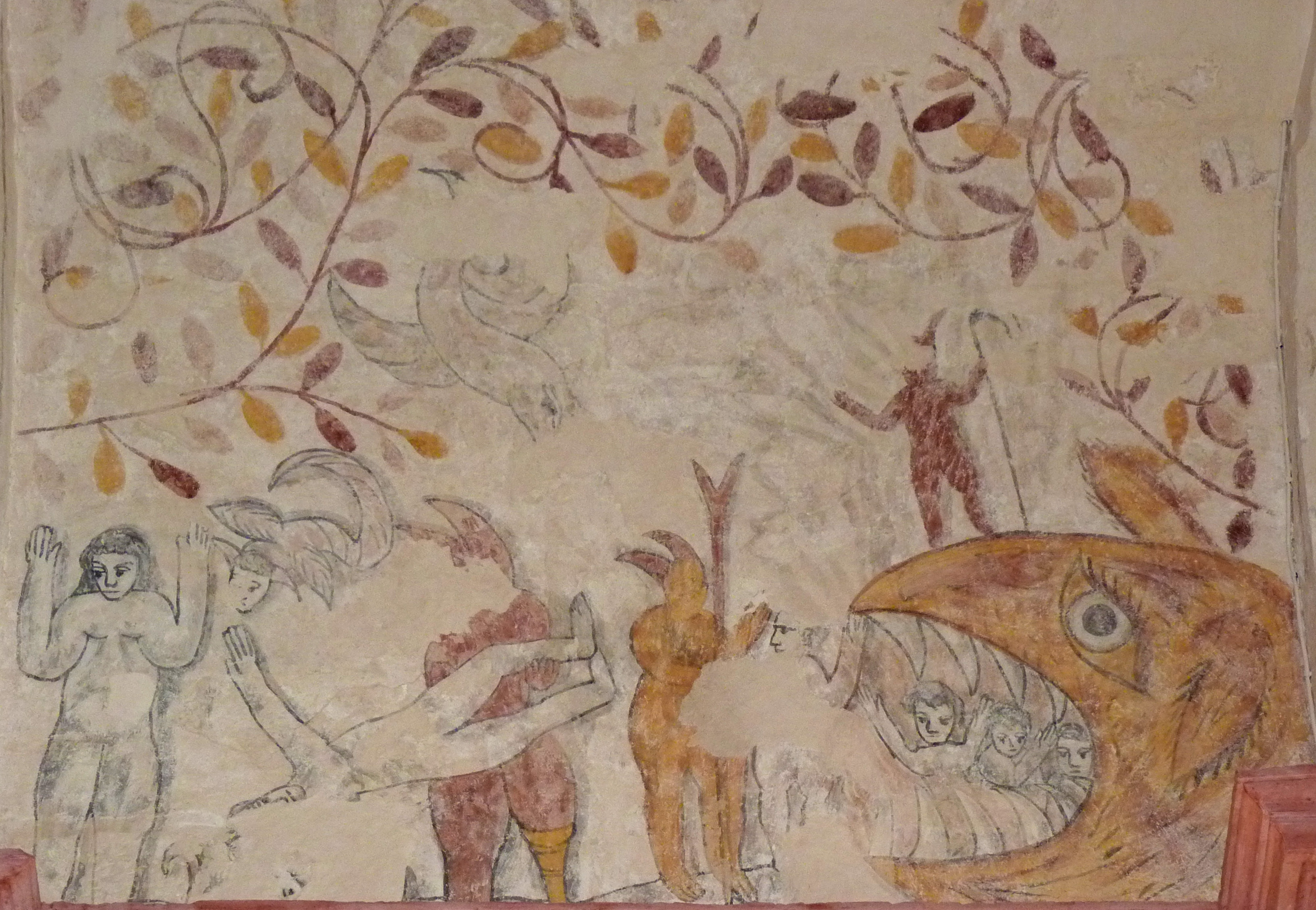
Deckenfresko
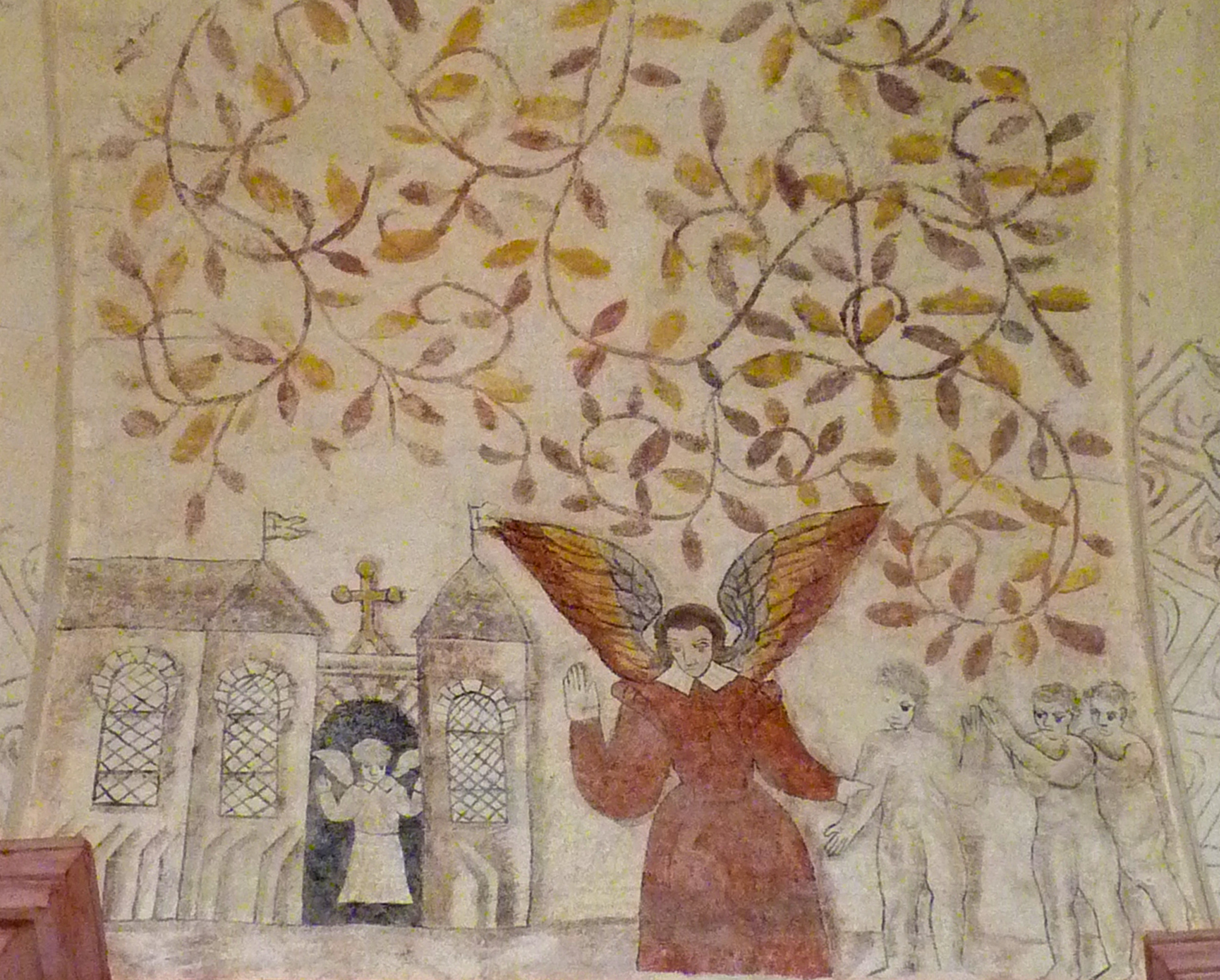
Deckenfresko
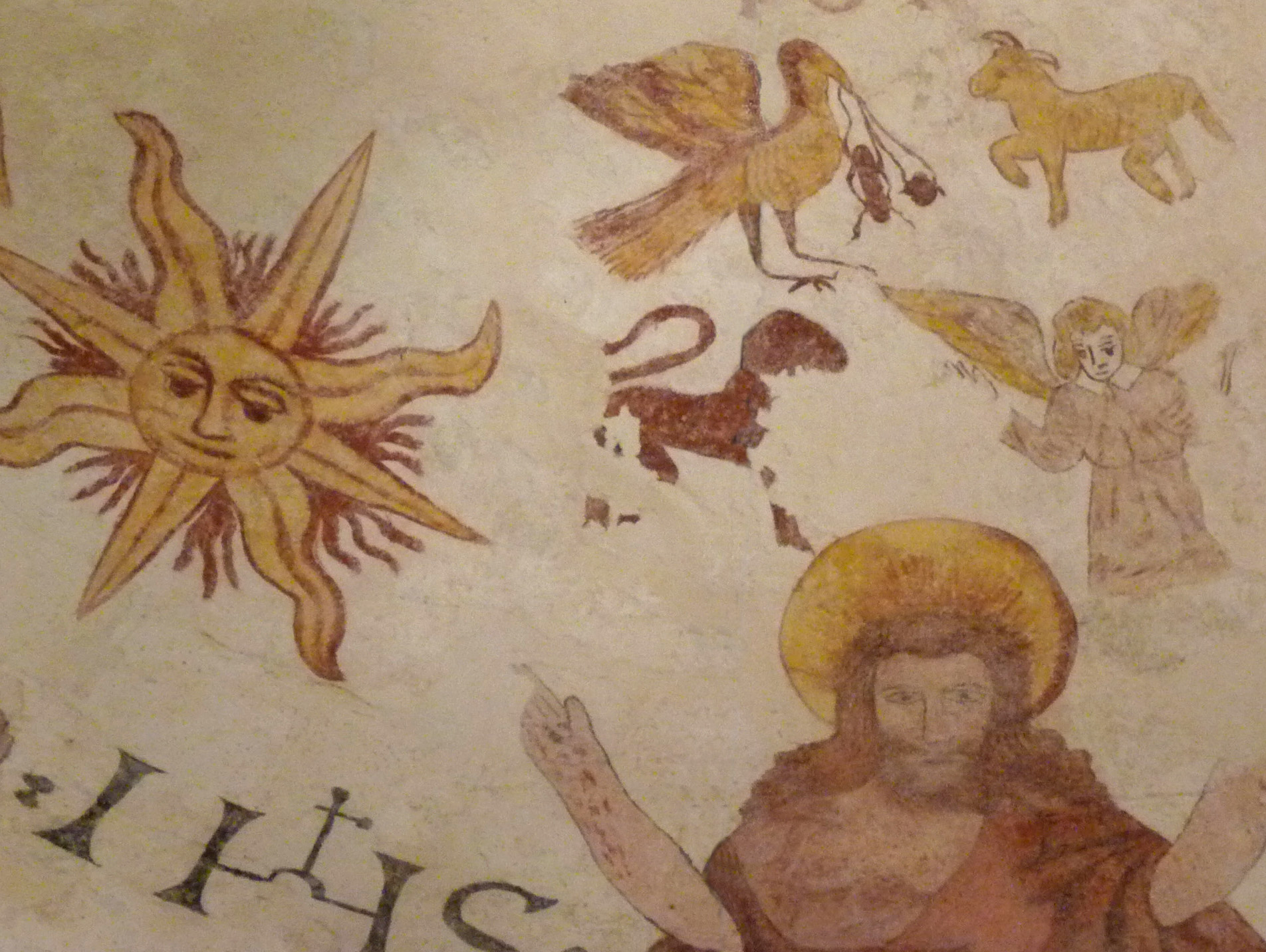
Deckenfresko im Chor

### Wassermühle

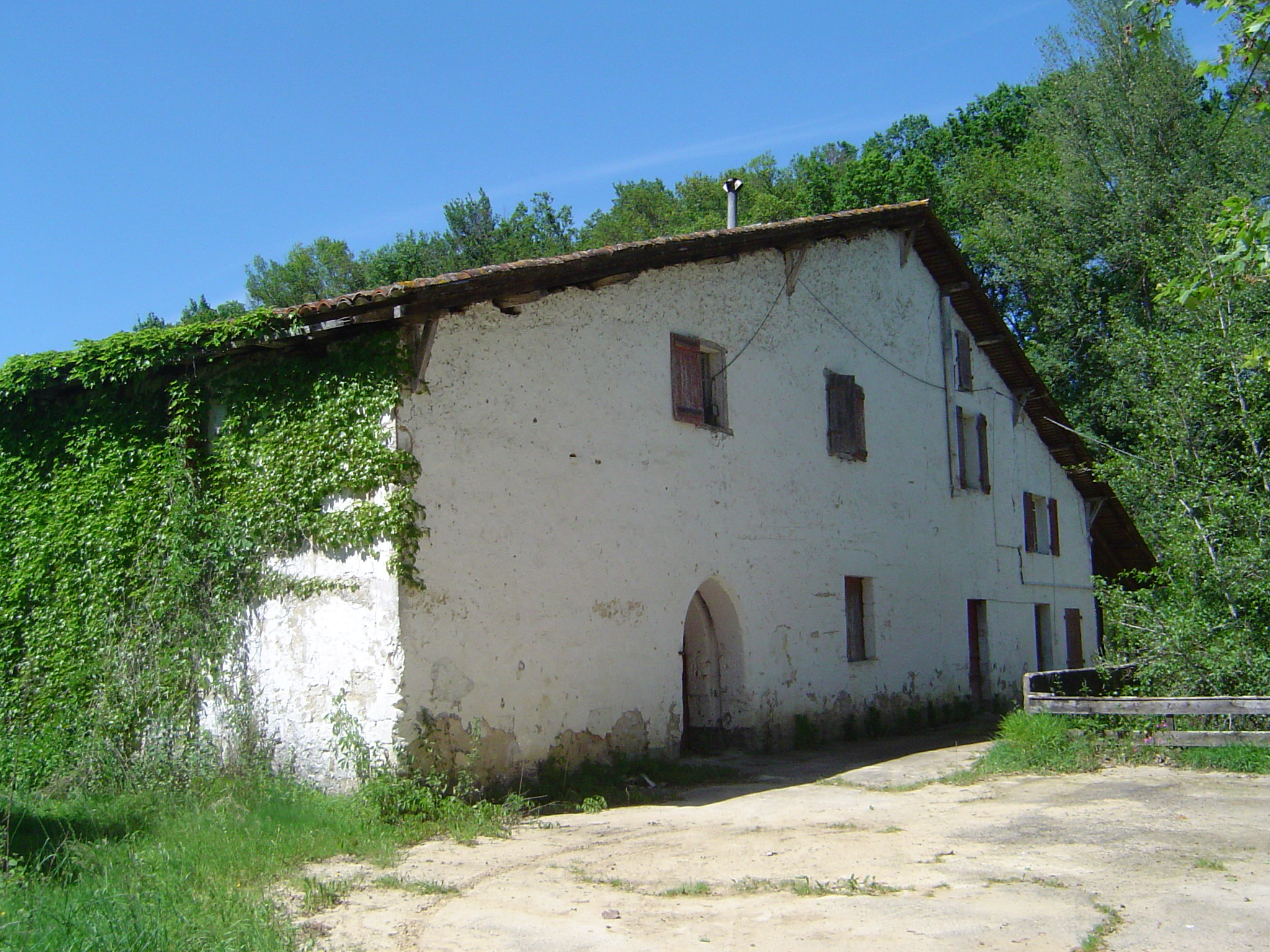
Wassermühle

Die Wassermühle wurde unweit der Mündung des Ruisseau de la Gouaougue in den Louts als Festes Haus errichtet. Sie datiert aus dem 12. Jahrhundert und wurde ab dem 14. Jahrhundert von den Engländern betrieben, die seit dieser Zeit über die Gascogne herrschten. Später fiel sie an den Seigneur von Poyaler. Um das wertvolle Gut vor Dieben und Plünderern zu schützen, wurde insbesondere ihr Eingang stark befestigt. 1694 musste die Familie Bénac die Güter ihres Schlosses an die Familie Gontaut-Biron verkaufen, die ursprünglich aus dem Béarn stammten. Diese herrschten über die Region, bis ihr letzter Nachkomme, Charles-Antoine, 1792 vor den Folgen der Französischen Revolution nach Spanien floh. Seine Besitztümer gingen als Nationalgut an mehrere Besitzer über, aber die Mühle ist nie wieder in Betrieb genommen worden.

## Wirtschaft und Infrastruktur

### Bildung
Die Gemeinde verfügt über eine öffentliche Vorschule mit 25 Schülerinnen und Schülern im Schuljahr 2017/2018.

### Sport und Freizeit
Ein Rundweg mit einer Länge von 9,9 km führt vom Zentrum von Larbey durch das Gebiet der Gemeinde.

### Verkehr
Larbey ist erreichbar über die Routes départementales 8 und 158.